# Anthophora xanthochlora
Anthophora xanthochlora är en biart som beskrevs av Cockerell 1923. Anthophora xanthochlora ingår i släktet pälsbin, och familjen långtungebin. Inga underarter finns listade i Catalogue of Life.